# Niki Tsongas

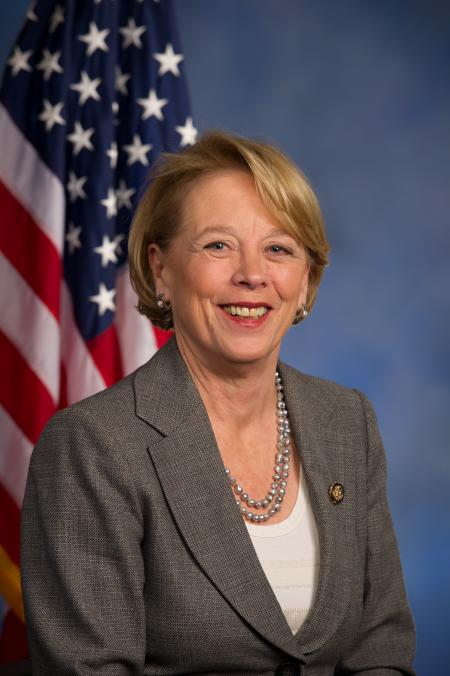
Niki Tsongas, 2012

Nicola Dickson Sauvage „Niki“ Tsongas (* 26. April 1946 in Chico, Kalifornien) ist eine US-amerikanische Politikerin der Demokratischen Partei. Von 2007 bis 2019 vertrat sie den Bundesstaat Massachusetts im US-Repräsentantenhaus.

## Familie, Ausbildung und Beruf
Nicola Dickson Sauvage, so ihr Geburtsname, besuchte bis 1964 die Narimasu American High School in Japan, wo ihr Vater als Soldat der United States Air Force stationiert war. Später studierte sie an der Michigan State University in East Lansing und dann bis 1968 am Smith College in Northampton. Nach einem anschließenden Jurastudium an der Boston University und ihrer Zulassung als Rechtsanwältin begann sie in diesem Beruf zu arbeiten. Sie erreichte dabei einen Bachelor of Arts sowie den J.D. (Juris Doctor). Zwischenzeitlich war sie auch als Sozialarbeiterin tätig. Zwischen 1997 und 2007 war sie Abteilungsleiterin für äußere Angelegenheiten beim Middlesex Community College.
Sie heiratete den Kongressabgeordneten und späteren Senator Paul Tsongas (1941–1997).

## Politische Laufbahn
Nach dem Rücktritt des Abgeordneten Martin Thomas Meehan wurde Niki Tsongas bei der fälligen Nachwahl für den fünften Distrikt von Massachusetts als dessen Nachfolgerin in das US-Repräsentantenhaus in Washington, D.C. gewählt, wo sie am 18. Oktober 2007 in ihrem Amt vereidigt wurde. Nachdem sie bei den folgenden fünf Wahlen, einschließlich der des Jahres 2016, jeweils bestätigt wurde, konnte sie ihr Mandat im Kongress bis zum 3. Januar 2019 ausüben. Tsongas hatte angekündigt, sich bei der Wahl 2018 nicht mehr zu bewerben, sondern sich aus der Politik zurückzuziehen. Ab 2013 vertrat sie – seit dem Neuzuschnitt der Wahlkreise 2012 – den 3. Kongresswahlbezirk ihres Staates. Sie war Mitglied im Haushaltsausschuss und im Streitkräfteausschuss. Später schied sie aus dem Haushaltsausschuss aus und wurde stattdessen Mitglied im Ausschuss für Naturvorkommen (Natural Resources). Sie blieb aber Mitglied im Streitkräfteausschuss.